# Los Pogos
A Los Pogos egy 2002 nyarán alakult kolozsvári román-magyar punkzenekar. Számaikra a többnyelvűség jellemző. Ez az első romániai punkzenekar, amely az állami román nyelven kívül nemcsak a közkedvelt angol nyelven, hanem kisebbségi nyelven, magyarul is ír és játszik számokat.
A kezdetekben botrányzenekarként számon tartott csapat hamar beírta magát a romániai underground köztudatba. Egyre több fellépés következett hazai és külföldi klubokban valamint fesztiválokon.
Egyre több számuk született, melyekre a tolerancia, az elnyomásellenesség, és a bulihangulat jellemző.
A zenekari tagok között azonban elég nagy volt az ellentét, főleg a dobosokkal szemben, így szinte minden évben sor került egy dobos cserére. Első dobosuk Nagy Misu volt, őt követte: Moris, Norbi, Jani majd Coco.
A Los Pogos nagy szerepet játszott a kolozsvári "punkmozgalom" létrejöttében is, hiszen a zenekar megalakulása előtt nem létezett helyi, működő punkzenekar.

## Tagok

### Jelenlegi tagok
- Zsolti - ének, basszusgitár
- Tika - gitár
- Tomi - gitár
- Edi - dob

### Alapító tagok
- Zsolti - ének, basszusgitár
- Levi - ének, gitár
- Kicsi Mishu - ének, gitár
- Nagy Misu - dob

### Korábbi tagok
- Bakutayan Adel Laur (Moris), dob
- Bodor Csaba (Csabi), dob
- Vig Zsolt (Coco), dob
- Halmágyi Norbert (Norbi), dob
- István Attila (Wattie), dob
- Juhos Levente (Levike), gitár
- Kovács Róbert (Robi), gitár
- Murányi János (Jani), dob
- Macovei Mihai (Nagy Misu), dob
- Ördög Alex (Sátán Sanyi), gitár
- Pop Mihai (Kicsi Mishu), gitár
- Sirgher Lóránt (Loló), gitár
- Szallós Attila (Atti), dob
- Tofán Levente (Levi), gitár

## Diszkográfia
- 2003 - Los Pogos (demo)
- 2004 - Punk's Not Bad (Live from Félsziget)
- 2010 - That's All Jerks!

Részvétel különböző válogatásalbumokon
- 2003 - Bigpig 0 (romániai válogatásalbum)
- 2004 - Punk Romania (romániai punkválogatás)
- 2004 - Punk Romania 2 (romániai punkválogatás)
- 2005 - Punk-Rock Unity I. (magyarországi válogatásalbum)
- 2006 - Pasidaryk Pats Sampler (litvániai válogatásalbum)